# سمیک
سمیک یک منطقهٔ مسکونی در اردن است که در استان عمان واقع شده‌است.